# Багацохуровский улус

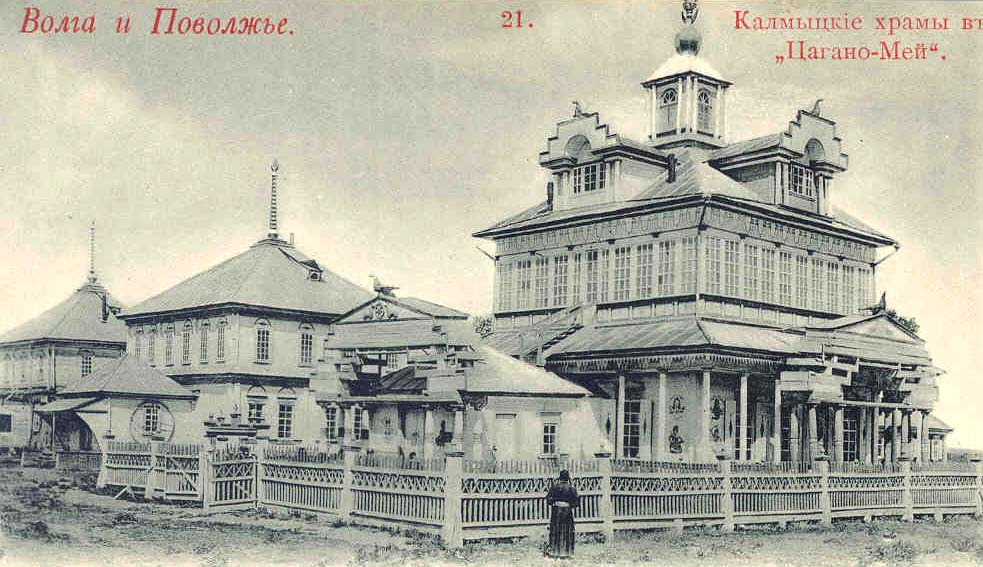
Хурул в Цаган Амане

Багацоху́ровкий улу́с — административно-территориальная единица (улус), существовавшая в Астраханской губернии и Калмыцкой автономной области с середины XVIII века по 1930 год.

## История
Багацохуровский улус был образован в середине XVIII века как наследственный удел вдовы калмыцкого хана Дондук-Омбо ханши Джан, ставшей при крещении княгиней Верой Дондуковой. Местом жительства княгини с семейством была определена крепость Енотаевская. Багацохуровским улусом род Дондуковых владел до 1781 года — времени смерти бездетного тайши Ассарая. По другим данным в казённое управление улус поступил в 1786 году от одного из наследников хана Дондук-Омбо, которому за уступленный улус была дана пенсия и 1984 душ крестьян в Могилёвской губернии. 
Во второй половине XIX века улусу было высочайше разрешено именоваться Багацохуровско-Муравьёвским, в память министра государственных имуществ графа M. H. Муравьёва. Кочевья улуса располагались в основном к западу от Волги  до Сарпинских озёр, что приблизительно соответствует территории современных Юстинского района Калмыкии и Енотаевского района Астраханской области. Зимовал же Багацохуровский улус на левом берегу Волги, против станиц Копановской и Ветлянки. Небольшая часть калмыков этого улуса располагалась на островах и займищах Волги. Летняя ставка находилась у урочища Кюрегин-Боро, или Эмчин-Боро, в 60—70 верстах от зимней ставки внутрь степи, хотоны улуса летом переходили на нагорный берег Волги.
В 1896 году Багацохуровском улусе было учтено 2396 кибиток, 4484 мужчины и 4467 женщин, всего 8951 душа.
8 сентября 1918 года была создана  Багацохуровская коммунистическая ячейка при улусном исполкоме. Она находилась в селе Енотаевке, являвшимся центром одноименного уезда Астраханской губернии и ставкой улуса. 
Начиная с 1922 года начала проводиться активная политика по переходу к оседлости. В улусе было создано 150 сельскохозяйственных земледельческих артелей и товариществ по совместной обработке земли (ТОС), возникло 3 новых поселения: один в урочище Харан Худук, другой в Цаган-Амане на берегу Волги, третий в урочище Юста. Эти посёлки были мелкие и состояли из 10—20 домов. В 1925 году образован Цаганаманский сельский совет. К 1 января 1929 года в улусе существовало 4 сельских совета: Барунский, Зюневский, Цаганаманский и Эрдниевский. 1 марта 1928 года в Багацохуровском улусе был образован первый в Калмыкии животноводческий совхоз «Сарпа».
Багоцохуровский улус был упразднён в 1930 году. Территория была передана Сарпинскому и вновь образованному Приволжскому улусам с центром в селе Джакуевка.

## Население
Динамика численности населения
| 1896 | 1904 |
| ---- | ---- |
| 8951 | 8888 |

## Аймачное деление
Согласно Памятной книжке Астраханской губернии на 1914 год Багацохуровский улус объединял 2 аймака: Зюневский и Баруновский.